# Campeonato de Primera División B 1965 (Argentina)
El Campeonato de Primera División B 1965 fue el torneo que constituyó la trigésimo segunda temporada de la segunda división de Argentina en la era profesional de la rama de los clubes directamente afiliados a la AFA y la decimoséptima edición de la Primera División B bajo esa denominación. Fue el campeonato más largo de Primera “B” con 1012 partidos en total. Fue disputado entre el 6 de marzo y el 18 de diciembre por 23 equipos.
El nuevo participante fue, el equipo ascendido de la Primera División C de la rama de los clubes directamente afiliados a la AFA. Este fue: Arsenal F. C., ganador del torneo de Primera División C 1964. No hubo nuevos integrantes de la Primera División ya que los descensos estaban suspendidos.
Se consagró campeón, en la penúltima fecha del torneo, Colón, que obtuvo así su primer ascenso a Primera División en el Profesionalismo. El segundo ascenso, fue para Quilmes. Por otra parte, no hubo descensos a la Tercera categoría.

## Ascensos y descensos
| Descendidos de la Primera División B 1964 |
| ----------------------------------------- |
| No hubo                                   |

| Pos | Ascendidos a la Primera División B 1965 |
| --- | --------------------------------------- |
| 1.º | Arsenal                                 |

| Pos | Ascendidos a Primera División 1965 |
| --- | ---------------------------------- |
| 1.º | Lanús                              |
| 2.º | Platense                           |

| Descendidos de la Primera División 1964 |
| --------------------------------------- |
| No hubo                                 |

De este modo, el número de participantes disminuyó a 23.

## Equipos
| Equipo                 | Ciudad               |
| ---------------------- | -------------------- |
| All Boys               | Buenos Aires         |
| Almagro                | José Ingenieros      |
| Argentino de Quilmes   | Quilmes              |
| Arsenal                | Sarandí              |
| Central Córdoba        | Rosario              |
| Colón                  | Santa Fe             |
| Defensores de Belgrano | Buenos Aires         |
| Deportivo Español      | Buenos Aires         |
| Deportivo Morón        | Morón                |
| Dock Sud               | Dock Sud             |
| El Porvenir            | Gerli                |
| Excursionistas         | Buenos Aires         |
| Italiano               | Buenos Aires         |
| Los Andes              | Lomas de Zamora      |
| Nueva Chicago          | Buenos Aires         |
| Quilmes                | Quilmes              |
| San Telmo              | Dock Sud             |
| Sarmiento (J)          | Junín                |
| Talleres (RdE)         | Remedios de Escalada |
| Temperley              | Turdera              |
| Tigre                  | Victoria             |
| Unión                  | Santa Fe             |
| Villa Dálmine          | Campana              |

### Distribución geográfica de los equipos
| Región                                   | Cant. | Equipos |
| ---------------------------------------- | ----- | --- |
| Conurbano bonaerense                     | 12    | Almagro, Argentino de Quilmes, Arsenal, Deportivo Morón, Dock Sud, El Porvenir, Los Andes, Quilmes, San Telmo, Talleres, Temperley y Tigre |
| Ciudad de Buenos Aires                   | 6     | All Boys, Defensores de Belgrano, Deportivo Español, Excursionistas, Italiano y Nueva Chicago                                              |
| Provincia de Santa Fe                    | 3     | Central Córdoba, Colón y Unión |
| Interior de la Provincia de Buenos Aires | 2     | Sarmiento y Villa Dálmine |

## Formato

### Ascenso
Los 23 participantes jugaron a dos ruedas de partidos todos contra todos, el primero obtendría el primer ascenso, consagrándose campeón. El segundo obtendría el segundo ascenso.

### Descenso
No hubo dado que se suspendieron.

## Tabla de posiciones final
| Pos. | Equipo                 | Pts. | PJ | PG | PE | PP | GF | GC  | Dif. |
| ---- | ---------------------- | ---- | -- | -- | -- | -- | -- | --- | ---- |
| 01.º | Colón                  | 62   | 44 | 25 | 12 | 7  | 72 | 33  | 39   |
| 02.º | Quilmes                | 59   | 44 | 22 | 15 | 7  | 55 | 38  | 17   |
| 03.º | Deportivo Morón        | 58   | 44 | 23 | 12 | 9  | 68 | 37  | 31   |
| 04.º | Los Andes              | 58   | 44 | 21 | 16 | 7  | 65 | 44  | 21   |
| 05.º | All Boys               | 57   | 44 | 24 | 9  | 11 | 63 | 36  | 27   |
| 06.º | Arsenal                | 52   | 44 | 22 | 8  | 14 | 75 | 58  | 17   |
| 07.º | Temperley              | 51   | 44 | 18 | 15 | 11 | 94 | 62  | 32   |
| 08.º | Nueva Chicago          | 51   | 44 | 18 | 15 | 11 | 75 | 46  | 29   |
| 09.º | Almagro                | 50   | 44 | 21 | 8  | 15 | 85 | 68  | 17   |
| 10.º | Unión                  | 49   | 44 | 18 | 13 | 13 | 65 | 45  | 20   |
| 11.º | San Telmo              | 48   | 44 | 19 | 10 | 15 | 65 | 53  | 12   |
| 12.º | Deportivo Español      | 46   | 44 | 17 | 12 | 15 | 59 | 62  | −3   |
| 13.º | Villa Dálmine          | 44   | 44 | 13 | 18 | 13 | 68 | 64  | 4    |
| 14.º | Defensores de Belgrano | 43   | 44 | 16 | 11 | 17 | 64 | 68  | −4   |
| 15.º | Sarmiento (J)          | 43   | 44 | 17 | 9  | 18 | 58 | 61  | −3   |
| 16.º | Talleres (RdE)         | 42   | 44 | 14 | 14 | 16 | 69 | 72  | −3   |
| 17.º | Tigre                  | 36   | 44 | 13 | 10 | 21 | 57 | 73  | −16  |
| 18.º | Italiano               | 33   | 44 | 12 | 9  | 23 | 50 | 70  | −20  |
| 19.º | El Porvenir            | 33   | 44 | 10 | 13 | 21 | 42 | 75  | −33  |
| 20.º | Dock Sud               | 33   | 44 | 10 | 13 | 21 | 38 | 60  | −22  |
| 21.º | Central Córdoba (R)    | 24   | 44 | 13 | 8  | 23 | 68 | 89  | −21  |
| 22.º | Excursionistas         | 19   | 44 | 5  | 9  | 30 | 42 | 91  | −49  |
| 23.º | Argentino de Quilmes   | 11   | 44 | 1  | 9  | 34 | 31 | 117 | −86  |

|  | Campeón, ascendió a la Primera División.    |
|  | Subcampeón, ascendió a la Primera División. |

|  |

## Resultados
Primera Rueda
| Fecha 1                       | Fecha 1   | Fecha 1           | Fecha 1              | Fecha 1    | Fecha 1 |
| Local                         | Resultado | Visitante         | Estadio              | Fecha      |         |
| ----------------------------- | --------- | ----------------- | -------------------- | ---------- | ------- |
| Excursionistas                | 2 - 3     | Tigre             | Excursionistas       | 6 de marzo |         |
| Almagro                       | 2 - 3     | Quilmes           | Almagro              | 6 de marzo |         |
| Deportivo Italiano            | 0 - 1     | Unión             | Ferro Carril Oeste   | 6 de marzo |         |
| Los Andes                     | 5 - 0     | Villa Dálmine     | Los Andes            | 6 de marzo |         |
| El Porvenir                   | 0 - 0     | Sportivo Dock Sud | El Porvenir          | 6 de marzo |         |
| San Telmo                     | 4 - 0     | Talleres (RdE)    | San Telmo            | 6 de marzo |         |
| Arsenal                       | 2 - 0     | Temperley         | Arsenal              | 6 de marzo |         |
| Argentino de Quilmes          | 1 - 2     | Nueva Chicago     | Argentino de Quilmes | 6 de marzo |         |
| Central Córdoba (R)           | 2 - 2     | Deportivo Español | Central Córdoba (R)  | 6 de marzo |         |
| Sarmiento                     | 0 - 1     | Deportivo Morón   | Sarmiento            | 7 de marzo |         |
| Colón                         | 0 - 1     | All Boys          | Colón                | 7 de marzo |         |
| Libre: Defensores de Belgrano |           |                   |                      |            |         |

| Fecha 2               | Fecha 2   | Fecha 2                | Fecha 2           | Fecha 2     | Fecha 2 |
| Local                 | Resultado | Visitante              | Estadio           | Fecha       |         |
| --------------------- | --------- | ---------------------- | ----------------- | ----------- | ------- |
| Tigre                 | 0 - 4     | Deportivo Morón        | Tigre             | 13 de marzo |         |
| Sarmiento             | 1 - 2     | Almagro                | Sarmiento         | 13 de marzo |         |
| Quilmes               | 1 - 0     | Deportivo Italiano     | Quilmes           | 13 de marzo |         |
| Unión                 | 1 - 1     | Los Andes              | Unión             | 13 de marzo |         |
| Villa Dálmine         | 5 - 2     | El Porvenir            | Villa Dálmine     | 13 de marzo |         |
| Sportivo Dock Sud     | 0 - 0     | San Telmo              | Sportivo Dock Sud | 13 de marzo |         |
| Talleres (RdE)        | 3 - 1     | Arsenal                | Talleres (RdE)    | 13 de marzo |         |
| Temperley             | 1 - 3     | Colón                  | Temperley         | 13 de marzo |         |
| All Boys              | 4 - 1     | Argentino de Quilmes   | All Boys          | 13 de marzo |         |
| Nueva Chicago         | 1 - 0     | Central Córdoba (R)    | Nueva Chicago     | 13 de marzo |         |
| Deportivo Español     | 2 - 0     | Defensores de Belgrano | Atlanta           | 13 de marzo |         |
| Libre: Excursionistas |           |                        |                   |             |         |

| Fecha 3                  | Fecha 3   | Fecha 3           | Fecha 3                | Fecha 3     | Fecha 3 |
| Local                    | Resultado | Visitante         | Estadio                | Fecha       |         |
| ------------------------ | --------- | ----------------- | ---------------------- | ----------- | ------- |
| Defensores de Belgrano   | 2 - 1     | Nueva Chicago     | Defensores de Belgrano | 20 de marzo |         |
| Central Córdoba (R)      | 0 - 3     | All Boys          | Central Córdoba (R)    | 20 de marzo |         |
| Argentino de Quilmes     | 1 - 5     | Temperley         | Argentino de Quilmes   | 20 de marzo |         |
| Arsenal                  | 4 - 1     | Sportivo Dock Sud | Arsenal                | 20 de marzo |         |
| San Telmo                | 1 - 1     | Villa Dálmine     | San Telmo              | 20 de marzo |         |
| El Porvenir              | 1 - 1     | Unión             | El Porvenir            | 20 de marzo |         |
| Los Andes                | 0 - 0     | Quilmes           | Los Andes              | 20 de marzo |         |
| Deportivo Italiano       | 1 - 0     | Sarmiento         | Ferro Carril Oeste     | 20 de marzo |         |
| Almagro                  | 3 - 1     | Tigre             | Almagro                | 20 de marzo |         |
| Deportivo Morón          | 3 - 1     | Excursionistas    | Deportivo Morón        | 20 de marzo |         |
| Colón                    | 6 - 1     | Talleres (RdE)    | Colón                  | 21 de marzo |         |
| Libre: Deportivo Español |           |                   |                        |             |         |

| Fecha 4                | Fecha 4   | Fecha 4                | Fecha 4           | Fecha 4     | Fecha 4 |
| Local                  | Resultado | Visitante              | Estadio           | Fecha       |         |
| ---------------------- | --------- | ---------------------- | ----------------- | ----------- | ------- |
| Excursionistas         | 0 - 4     | Almagro                | Excursionistas    | 27 de marzo |         |
| Tigre                  | 4 - 1     | Deportivo Italiano     | Tigre             | 27 de marzo |         |
| Quilmes                | 4 - 1     | El Porvenir            | Quilmes           | 27 de marzo |         |
| Villa Dálmine          | 1 - 0     | Arsenal                | Villa Dálmine     | 27 de marzo |         |
| Sportivo Dock Sud      | 1 - 0     | Colón                  | Sportivo Dock Sud | 27 de marzo |         |
| Talleres (RdE)         | 3 - 3     | Argentino de Quilmes   | Talleres (RdE)    | 27 de marzo |         |
| Temperley              | 2 - 3     | Central Córdoba (R)    | Temperley         | 27 de marzo |         |
| All Boys               | 1 - 0     | Defensores de Belgrano | All Boys          | 27 de marzo |         |
| Nueva Chicago          | 3 - 1     | Deportivo Español      | Nueva Chicago     | 27 de marzo |         |
| Sarmiento              | 1 - 1     | Los Andes              | Sarmiento         | 28 de marzo |         |
| Unión                  | 1 - 0     | San Telmo              | Unión             | 28 de marzo |         |
| Libre: Deportivo Morón |           |                        |                   |             |         |

| Fecha 5                | Fecha 5   | Fecha 5           | Fecha 5                | Fecha 5    | Fecha 5 |
| Local                  | Resultado | Visitante         | Estadio                | Fecha      |         |
| ---------------------- | --------- | ----------------- | ---------------------- | ---------- | ------- |
| Deportivo Español      | 2 - 1     | All Boys          | Atlanta                | 3 de abril |         |
| Defensores de Belgrano | 1 - 3     | Temperley         | Defensores de Belgrano | 3 de abril |         |
| Central Córdoba (R)    | 2 - 6     | Talleres (RdE)    | Central Córdoba (R)    | 3 de abril |         |
| Argentino de Quilmes   | 1 - 1     | Sportivo Dock Sud | Argentino de Quilmes   | 3 de abril |         |
| Arsenal                | 2 - 1     | Unión             | Arsenal                | 3 de abril |         |
| San Telmo              | 0 - 0     | Quilmes           | San Telmo              | 3 de abril |         |
| El Porvenir            | 2 - 0     | Sarmiento         | El Porvenir            | 3 de abril |         |
| Los Andes              | 4 - 2     | Tigre             | Los Andes              | 3 de abril |         |
| Deportivo Italiano     | 2 - 0     | Excursionistas    | Ferro Carril Oeste     | 3 de abril |         |
| Almagro                | 1 - 4     | Deportivo Morón   | Almagro                | 3 de abril |         |
| Colón                  | 2 - 0     | Villa Dálmine     | Colón                  | 4 de abril |         |
| Libre: Nueva Chicago   |           |                   |                        |            |         |

| Fecha 6           | Fecha 6   | Fecha 6                | Fecha 6           | Fecha 6     | Fecha 6 |
| Local             | Resultado | Visitante              | Estadio           | Fecha       |         |
| ----------------- | --------- | ---------------------- | ----------------- | ----------- | ------- |
| Deportivo Morón   | 1 - 0     | Deportivo Italiano     | Deportivo Morón   | 10 de abril |         |
| Excursionistas    | 1 - 2     | Los Andes              | Excursionistas    | 10 de abril |         |
| Tigre             | 2 - 0     | El Porvenir            | Tigre             | 10 de abril |         |
| Quilmes           | 2 - 1     | Arsenal                | Quilmes           | 10 de abril |         |
| Villa Dálmine     | 3 - 1     | Argentino de Quilmes   | Villa Dálmine     | 10 de abril |         |
| Sportivo Dock Sud | 1 - 1     | Central Córdoba (R)    | Sportivo Dock Sud | 10 de abril |         |
| Temperley         | 0 - 1     | Deportivo Español      | Temperley         | 10 de abril |         |
| Talleres (RdE)    | 3 - 1     | Defensores de Belgrano | Talleres (RdE)    | 10 de abril |         |
| All Boys          | 1 - 0     | Nueva Chicago          | All Boys          | 10 de abril |         |
| Sarmiento         | 1 - 3     | San Telmo              | Sarmiento         | 11 de abril |         |
| Unión             | 4 - 2     | Colón                  | Unión             | 11 de abril |         |
| Libre: Almagro    |           |                        |                   |             |         |

| Fecha 7                | Fecha 7   | Fecha 7           | Fecha 7                | Fecha 7     | Fecha 7 |
| Local                  | Resultado | Visitante         | Estadio                | Fecha       |         |
| ---------------------- | --------- | ----------------- | ---------------------- | ----------- | ------- |
| Nueva Chicago          | 2 - 0     | Temperley         | Nueva Chicago          | 17 de abril |         |
| Deportivo Español      | 2 - 1     | Talleres (RdE)    | Atlanta                | 17 de abril |         |
| Defensores de Belgrano | 0 - 1     | Sportivo Dock Sud | Defensores de Belgrano | 17 de abril |         |
| Central Córdoba (R)    | 2 - 2     | Villa Dálmine     | Central Córdoba (R)    | 17 de abril |         |
| Argentino de Quilmes   | 1 - 4     | Unión             | Argentino de Quilmes   | 17 de abril |         |
| Arsenal                | 2 - 0     | Sarmiento         | Arsenal                | 17 de abril |         |
| San Telmo              | 2 - 2     | Tigre             | San Telmo              | 17 de abril |         |
| El Porvenir            | 3 - 3     | Excursionistas    | El Porvenir            | 17 de abril |         |
| Los Andes              | 2 - 1     | Deportivo Morón   | Los Andes              | 17 de abril |         |
| Deportivo Italiano     | 3 - 4     | Almagro           | Ferro Carril Oeste     | 17 de abril |         |
| Colón                  | 0 - 0     | Quilmes           | Colón                  | 18 de abril |         |
| Libre: All Boys        |           |                   |                        |             |         |

| Fecha 8                   | Fecha 8   | Fecha 8                | Fecha 8           | Fecha 8     | Fecha 8 |
| Local                     | Resultado | Visitante              | Estadio           | Fecha       |         |
| ------------------------- | --------- | ---------------------- | ----------------- | ----------- | ------- |
| Almagro                   | 1 - 1     | Los Andes              | Almagro           | 24 de abril |         |
| Deportivo Morón           | 1 - 0     | El Porvenir            | Deportivo Morón   | 24 de abril |         |
| Excursionistas            | 1 - 2     | San Telmo              | Excursionistas    | 24 de abril |         |
| Tigre                     | 2 - 4     | Arsenal                | Tigre             | 24 de abril |         |
| Quilmes                   | 3 - 0     | Argentino de Quilmes   | Quilmes           | 24 de abril |         |
| Villa Dálmine             | 2 - 0     | Defensores de Belgrano | Villa Dálmine     | 24 de abril |         |
| Sportivo Dock Sud         | 0 - 1     | Deportivo Español      | Sportivo Dock Sud | 24 de abril |         |
| Talleres (RdE)            | 1 - 1     | Nueva Chicago          | Talleres (RdE)    | 24 de abril |         |
| Temperley                 | 1 - 2     | All Boys               | Temperley         | 24 de abril |         |
| Sarmiento                 | 0 - 0     | Colón                  | Sarmiento         | 25 de abril |         |
| Unión                     | 2 - 0     | Central Córdoba (R)    | Unión             | 25 de abril |         |
| Libre: Deportivo Italiano |           |                        |                   |             |         |

| Fecha 9                | Fecha 9   | Fecha 9            | Fecha 9                | Fecha 9   | Fecha 9 |
| Local                  | Resultado | Visitante          | Estadio                | Fecha     |         |
| ---------------------- | --------- | ------------------ | ---------------------- | --------- | ------- |
| All Boys               | 5 - 1     | Talleres (RdE)     | All Boys               | 1 de mayo |         |
| Nueva Chicago          | 4 - 1     | Sportivo Dock Sud  | Nueva Chicago          | 1 de mayo |         |
| Deportivo Español      | 0 - 3     | Villa Dálmine      | Atlanta                | 1 de mayo |         |
| Defensores de Belgrano | 1 - 0     | Unión              | Defensores de Belgrano | 1 de mayo |         |
| Central Córdoba (R)    | 0 - 1     | Quilmes            | Central Córdoba (R)    | 1 de mayo |         |
| Argentino de Quilmes   | 0 - 2     | Sarmiento          | Argentino de Quilmes   | 1 de mayo |         |
| Arsenal                | 4 - 2     | Excursionistas     | Arsenal                | 1 de mayo |         |
| San Telmo              | 1 - 1     | Deportivo Morón    | San Telmo              | 1 de mayo |         |
| El Porvenir            | 1 - 5     | Almagro            | El Porvenir            | 1 de mayo |         |
| Los Andes              | 1 - 1     | Deportivo Italiano | Los Andes              | 1 de mayo |         |
| Colón                  | 2 - 0     | Tigre              | Colón                  | 2 de mayo |         |
| Libre: Temperley       |           |                    |                        |           |         |

| Fecha 10           | Fecha 10  | Fecha 10               | Fecha 10           | Fecha 10  | Fecha 10 |
| Local              | Resultado | Visitante              | Estadio            | Fecha     |          |
| ------------------ | --------- | ---------------------- | ------------------ | --------- | -------- |
| Deportivo Italiano | 3 - 0     | El Porvenir            | Ferro Carril Oeste | 8 de mayo |          |
| Almagro            | 1 - 3     | San Telmo              | Almagro            | 8 de mayo |          |
| Deportivo Morón    | 3 - 0     | Arsenal                | Deportivo Morón    | 8 de mayo |          |
| Excursionistas     | 1 - 2     | Colón                  | Excursionistas     | 8 de mayo |          |
| Tigre              | 3 - 0     | Argentino de Quilmes   | Tigre              | 8 de mayo |          |
| Quilmes            | 1 - 3     | Defensores de Belgrano | Quilmes            | 8 de mayo |          |
| Villa Dálmine      | 0 - 0     | Nueva Chicago          | Villa Dálmine      | 8 de mayo |          |
| Sportivo Dock Sud  | 2 - 0     | All Boys               | Sportivo Dock Sud  | 8 de mayo |          |
| Talleres (RdE)     | 1 - 1     | Temperley              | Talleres (RdE)     | 8 de mayo |          |
| Sarmiento          | 5 - 3     | Central Córdoba (R)    | Sarmiento          | 9 de mayo |          |
| Unión              | 2 - 2     | Deportivo Español      | Unión              | 9 de mayo |          |
| Libre: Los Andes   |           |                        |                    |           |          |

| Fecha 11               | Fecha 11  | Fecha 11           | Fecha 11               | Fecha 11   | Fecha 11 |
| Local                  | Resultado | Visitante          | Estadio                | Fecha      |          |
| ---------------------- | --------- | ------------------ | ---------------------- | ---------- | -------- |
| Temperley              | 3 - 1     | Sportivo Dock Sud  | Temperley              | 15 de mayo |          |
| All Boys               | 1 - 0     | Villa Dálmine      | All Boys               | 15 de mayo |          |
| Nueva Chicago          | 2 - 2     | Unión              | Nueva Chicago          | 15 de mayo |          |
| Deportivo Español      | 1 - 1     | Quilmes            | Atlanta                | 15 de mayo |          |
| Defensores de Belgrano | 1 - 1     | Sarmiento          | Defensores de Belgrano | 15 de mayo |          |
| Central Córdoba (R)    | 2 - 1     | Tigre              | Central Córdoba (R)    | 15 de mayo |          |
| Argentino de Quilmes   | 1 - 1     | Excursionistas     | Argentino de Quilmes   | 15 de mayo |          |
| Arsenal                | 1 - 1     | Almagro            | Arsenal                | 15 de mayo |          |
| San Telmo              | 0 - 1     | Deportivo Italiano | San Telmo              | 15 de mayo |          |
| El Porvenir            | 0 - 1     | Los Andes          | El Porvenir            | 15 de mayo |          |
| Colón                  | 2 - 0     | Deportivo Morón    | Colón                  | 16 de mayo |          |
| Libre: Talleres (RdE)  |           |                    |                        |            |          |

| Fecha 12           | Fecha 12  | Fecha 12               | Fecha 12           | Fecha 12   | Fecha 12 |
| Local              | Resultado | Visitante              | Estadio            | Fecha      |          |
| ------------------ | --------- | ---------------------- | ------------------ | ---------- | -------- |
| Los Andes          | 2 - 0     | San Telmo              | Los Andes          | 23 de mayo |          |
| Deportivo Italiano | 2 - 2     | Arsenal                | Ferro Carril Oeste | 23 de mayo |          |
| Almagro            | 0 - 1     | Colón                  | Almagro            | 23 de mayo |          |
| Deportivo Morón    | 3 - 0     | Argentino de Quilmes   | Deportivo Morón    | 23 de mayo |          |
| Excursionistas     | 1 - 0     | Central Córdoba (R)    | Excursionistas     | 23 de mayo |          |
| Tigre              | 0 - 0     | Defensores de Belgrano | Tigre              | 23 de mayo |          |
| Sarmiento          | 0 - 1     | Deportivo Español      | Sarmiento          | 23 de mayo |          |
| Quilmes            | 2 - 0     | Nueva Chicago          | Quilmes            | 23 de mayo |          |
| Unión              | 3 - 0     | All Boys               | Unión              | 23 de mayo |          |
| Villa Dálmine      | 1 - 1     | Temperley              | Villa Dálmine      | 23 de mayo |          |
| Sportivo Dock Sud  | 1 - 0     | Talleres (RdE)         | Sportivo Dock Sud  | 23 de mayo |          |
| Libre: El Porvenir |           |                        |                    |            |          |

| Fecha 13                 | Fecha 13  | Fecha 13           | Fecha 13               | Fecha 13   | Fecha 13 |
| Local                    | Resultado | Visitante          | Estadio                | Fecha      |          |
| ------------------------ | --------- | ------------------ | ---------------------- | ---------- | -------- |
| Talleres (RdE)           | 0 - 2     | Villa Dálmine      | Talleres (RdE)         | 30 de mayo |          |
| Temperley                | 2 - 2     | Unión              | Temperley              | 30 de mayo |          |
| All Boys                 | 3 - 0     | Quilmes            | All Boys               | 30 de mayo |          |
| Nueva Chicago            | 2 - 3     | Sarmiento          | Nueva Chicago          | 30 de mayo |          |
| Deportivo Español        | 1 - 1     | Tigre              | Atlanta                | 30 de mayo |          |
| Defensores de Belgrano   | 2 - 2     | Excursionistas     | Defensores de Belgrano | 30 de mayo |          |
| Central Córdoba (R)      | 0 - 1     | Deportivo Morón    | Central Córdoba (R)    | 30 de mayo |          |
| Argentino de Quilmes     | 0 - 5     | Almagro            | Argentino de Quilmes   | 30 de mayo |          |
| Colón                    | 1 - 0     | Deportivo Italiano | Colón                  | 30 de mayo |          |
| Arsenal                  | 1 - 2     | Los Andes          | Arsenal                | 30 de mayo |          |
| San Telmo                | 0 - 0     | El Porvenir        | San Telmo              | 30 de mayo |          |
| Libre: Sportivo Dock Sud |           |                    |                        |            |          |

| Fecha 14           | Fecha 14  | Fecha 14               | Fecha 14           | Fecha 14   | Fecha 14 |
| Local              | Resultado | Visitante              | Estadio            | Fecha      |          |
| ------------------ | --------- | ---------------------- | ------------------ | ---------- | -------- |
| El Porvenir        | 1 - 1     | Arsenal                | El Porvenir        | 5 de junio |          |
| Los Andes          | 1 - 5     | Colón                  | Los Andes          | 5 de junio |          |
| Deportivo Italiano | 2 - 1     | Argentino de Quilmes   | Ferro Carril Oeste | 5 de junio |          |
| Almagro            | 2 - 1     | Central Córdoba (R)    | Almagro            | 5 de junio |          |
| Deportivo Morón    | 1 - 0     | Defensores de Belgrano | Deportivo Morón    | 5 de junio |          |
| Excursionistas     | 1 - 2     | Deportivo Español      | Excursionistas     | 5 de junio |          |
| Tigre              | 1 - 1     | Nueva Chicago          | Tigre              | 5 de junio |          |
| Quilmes            | 0 - 2     | Temperley              | Quilmes            | 5 de junio |          |
| Villa Dálmine      | 2 - 0     | Sportivo Dock Sud      | Villa Dálmine      | 5 de junio |          |
| Sarmiento          | 2 - 1     | All Boys               | Sarmiento          | 6 de junio |          |
| Unión              | 3 - 1     | Talleres (RdE)         | Unión              | 6 de junio |          |
| Libre: San Telmo   |           |                        |                    |            |          |

| Fecha 15               | Fecha 15  | Fecha 15           | Fecha 15               | Fecha 15    | Fecha 15 |
| Local                  | Resultado | Visitante          | Estadio                | Fecha       |          |
| ---------------------- | --------- | ------------------ | ---------------------- | ----------- | -------- |
| Sportivo Dock Sud      | 0 - 2     | Unión              | Sportivo Dock Sud      | 12 de junio |          |
| Talleres (RdE)         | 4 - 2     | Quilmes            | Talleres (RdE)         | 12 de junio |          |
| Temperley              | 2 - 1     | Sarmiento          | Temperley              | 12 de junio |          |
| All Boys               | 1 - 0     | Tigre              | All Boys               | 12 de junio |          |
| Nueva Chicago          | 5 - 0     | Excursionistas     | Nueva Chicago          | 12 de junio |          |
| Deportivo Español      | 0 - 0     | Deportivo Morón    | Atlanta                | 12 de junio |          |
| Defensores de Belgrano | 2 - 2     | Almagro            | Defensores de Belgrano | 12 de junio |          |
| Central Córdoba (R)    | 2 - 2     | Deportivo Italiano | Central Córdoba (R)    | 12 de junio |          |
| Argentino de Quilmes   | 0 - 2     | Los Andes          | Argentino de Quilmes   | 12 de junio |          |
| Arsenal                | 2 - 0     | San Telmo          | Arsenal                | 12 de junio |          |
| Colón                  | 5 - 0     | El Porvenir        | Colón                  | 13 de junio |          |
| Libre: Villa Dálmine   |           |                    |                        |             |          |

| Fecha 16           | Fecha 16  | Fecha 16               | Fecha 16           | Fecha 16    | Fecha 16 |
| Local              | Resultado | Visitante              | Estadio            | Fecha       |          |
| ------------------ | --------- | ---------------------- | ------------------ | ----------- | -------- |
| San Telmo          | 1 - 0     | Colón                  | San Telmo          | 19 de junio |          |
| El Porvenir        | 1 - 2     | Argentino de Quilmes   | El Porvenir        | 19 de junio |          |
| Los Andes          | 2 - 1     | Central Córdoba (R)    | Los Andes          | 19 de junio |          |
| Deportivo Italiano | 1 - 3     | Defensores de Belgrano | Ferro Carril Oeste | 19 de junio |          |
| Almagro            | 1 - 2     | Deportivo Español      | Almagro            | 19 de junio |          |
| Deportivo Morón    | 0 - 1     | Nueva Chicago          | Deportivo Morón    | 19 de junio |          |
| Excursionistas     | 1 - 1     | All Boys               | Excursionistas     | 19 de junio |          |
| Tigre              | 3 - 1     | Temperley              | Tigre              | 19 de junio |          |
| Quilmes            | 4 - 1     | Sportivo Dock Sud      | Quilmes            | 19 de junio |          |
| Sarmiento          | 0 - 2     | Talleres (RdE)         | Sarmiento          | 20 de junio |          |
| Unión              | 1 - 1     | Villa Dálmine          | Unión              | 20 de junio |          |
| Libre: Arsenal     |           |                        |                    |             |          |

| Fecha 17               | Fecha 17  | Fecha 17           | Fecha 17               | Fecha 17    | Fecha 17 |
| Local                  | Resultado | Visitante          | Estadio                | Fecha       |          |
| ---------------------- | --------- | ------------------ | ---------------------- | ----------- | -------- |
| Villa Dálmine          | 0 - 1     | Quilmes            | Villa Dálmine          | 26 de junio |          |
| Sportivo Dock Sud      | 3 - 1     | Sarmiento          | Sportivo Dock Sud      | 26 de junio |          |
| Talleres (RdE)         | 1 - 3     | Tigre              | Talleres (RdE)         | 26 de junio |          |
| Temperley              | 2 - 0     | Excursionistas     | Temperley              | 26 de junio |          |
| All Boys               | 4 - 1     | Deportivo Morón    | All Boys               | 26 de junio |          |
| Nueva Chicago          | 1 - 1     | Almagro            | Nueva Chicago          | 26 de junio |          |
| Deportivo Español      | 1 - 0     | Deportivo Italiano | Atlanta                | 26 de junio |          |
| Defensores de Belgrano | 1 - 2     | Los Andes          | Defensores de Belgrano | 26 de junio |          |
| Central Córdoba (R)    | 4 - 2     | El Porvenir        | Central Córdoba (R)    | 26 de junio |          |
| Argentino de Quilmes   | 0 - 3     | San Telmo          | Argentino de Quilmes   | 26 de junio |          |
| Colón                  | 2 - 0     | Arsenal            | Colón                  | 27 de junio |          |
| Libre: Unión           |           |                    |                        |             |          |

| Fecha 18           | Fecha 18  | Fecha 18               | Fecha 18           | Fecha 18   | Fecha 18 |
| Local              | Resultado | Visitante              | Estadio            | Fecha      |          |
| ------------------ | --------- | ---------------------- | ------------------ | ---------- | -------- |
| Arsenal            | 4 - 2     | Argentino de Quilmes   | Arsenal            | 3 de julio |          |
| San Telmo          | 3 - 2     | Central Córdoba (R)    | San Telmo          | 3 de julio |          |
| El Porvenir        | 4 - 0     | Defensores de Belgrano | El Porvenir        | 3 de julio |          |
| Los Andes          | 4 - 0     | Deportivo Español      | Los Andes          | 3 de julio |          |
| Deportivo Italiano | 1 - 4     | Nueva Chicago          | Ferro Carril Oeste | 3 de julio |          |
| Almagro            | 1 - 2     | All Boys               | Almagro            | 3 de julio |          |
| Deportivo Morón    | 2 - 1     | Temperley              | Deportivo Morón    | 3 de julio |          |
| Excursionistas     | 1 - 2     | Talleres (RdE)         | Excursionistas     | 3 de julio |          |
| Tigre              | 1 - 0     | Sportivo Dock Sud      | Tigre              | 3 de julio |          |
| Quilmes            | 0 - 3     | Unión                  | Quilmes            | 3 de julio |          |
| Sarmiento          | 1 - 1     | Villa Dálmine          | Sarmiento          | 4 de julio |          |
| Libre: Colón       |           |                        |                    |            |          |

| Fecha 19               | Fecha 19  | Fecha 19           | Fecha 19               | Fecha 19    | Fecha 19 |
| Local                  | Resultado | Visitante          | Estadio                | Fecha       |          |
| ---------------------- | --------- | ------------------ | ---------------------- | ----------- | -------- |
| Villa Dálmine          | 2 - 1     | Tigre              | Villa Dálmine          | 10 de julio |          |
| Sportivo Dock Sud      | 1 - 3     | Excursionistas     | Sportivo Dock Sud      | 10 de julio |          |
| Talleres (RdE)         | 3 - 1     | Deportivo Morón    | Talleres (RdE)         | 10 de julio |          |
| Temperley              | 3 - 4     | Almagro            | Temperley              | 10 de julio |          |
| All Boys               | 0 - 1     | Deportivo Italiano | All Boys               | 10 de julio |          |
| Nueva Chicago          | 0 - 0     | Los Andes          | Nueva Chicago          | 10 de julio |          |
| Deportivo Español      | 0 - 2     | El Porvenir        | Atlanta                | 10 de julio |          |
| Defensores de Belgrano | 2 - 1     | San Telmo          | Defensores de Belgrano | 10 de julio |          |
| Central Córdoba (R)    | 1 - 3     | Arsenal            | Central Córdoba (R)    | 10 de julio |          |
| Argentino de Quilmes   | 1 - 2     | Colón              | Argentino de Quilmes   | 10 de julio |          |
| Unión                  | 1 - 1     | Sarmiento          | Unión                  | 11 de julio |          |
| Libre: Quilmes         |           |                    |                        |             |          |

| Fecha 20                    | Fecha 20  | Fecha 20               | Fecha 20           | Fecha 20    | Fecha 20 |
| Local                       | Resultado | Visitante              | Estadio            | Fecha       |          |
| --------------------------- | --------- | ---------------------- | ------------------ | ----------- | -------- |
| Arsenal                     | 3 - 0     | Defensores de Belgrano | Arsenal            | 17 de julio |          |
| San Telmo                   | 1 - 0     | Deportivo Español      | San Telmo          | 17 de julio |          |
| El Porvenir                 | 0 - 0     | Nueva Chicago          | El Porvenir        | 17 de julio |          |
| Los Andes                   | 1 - 1     | All Boys               | Los Andes          | 17 de julio |          |
| Deportivo Italiano          | 1 - 1     | Temperley              | Ferro Carril Oeste | 17 de julio |          |
| Almagro                     | 1 - 0     | Talleres (RdE)         | Almagro            | 17 de julio |          |
| Deportivo Morón             | 2 - 0     | Sportivo Dock Sud      | Deportivo Morón    | 17 de julio |          |
| Excursionistas              | 4 - 2     | Villa Dálmine          | Excursionistas     | 17 de julio |          |
| Tigre                       | 1 - 0     | Unión                  | Tigre              | 17 de julio |          |
| Sarmiento                   | 2 - 0     | Quilmes                | Sarmiento          | 18 de julio |          |
| Colón                       | 3 - 0     | Central Córdoba (R)    | Colón              | 18 de julio |          |
| Libre: Argentino de Quilmes |           |                        |                    |             |          |

| Fecha 21               | Fecha 21  | Fecha 21             | Fecha 21               | Fecha 21    | Fecha 21 |
| Local                  | Resultado | Visitante            | Estadio                | Fecha       |          |
| ---------------------- | --------- | -------------------- | ---------------------- | ----------- | -------- |
| Quilmes                | 1 - 0     | Tigre                | Quilmes                | 24 de julio |          |
| Villa Dálmine          | 2 - 1     | Deportivo Morón      | Villa Dálmine          | 24 de julio |          |
| Sportivo Dock Sud      | 0 - 1     | Almagro              | Sportivo Dock Sud      | 24 de julio |          |
| Talleres (RdE)         | 0 - 2     | Deportivo Italiano   | Talleres (RdE)         | 24 de julio |          |
| Temperley              | 1 - 1     | Los Andes            | Temperley              | 24 de julio |          |
| All Boys               | 3 - 1     | El Porvenir          | All Boys               | 24 de julio |          |
| Nueva Chicago          | 2 - 1     | San Telmo            | Nueva Chicago          | 24 de julio |          |
| Defensores de Belgrano | 2 - 2     | Colón                | Defensores de Belgrano | 24 de julio |          |
| Central Córdoba (R)    | 2 - 1     | Argentino de Quilmes | Central Córdoba (R)    | 24 de julio |          |
| Deportivo Español      | 1 - 1     | Arsenal              | Atlanta                | 25 de julio |          |
| Unión                  | 2 - 0     | Excursionistas       | Unión                  | 25 de julio |          |
| Libre: Sarmiento       |           |                      |                        |             |          |

| Fecha 22                   | Fecha 22  | Fecha 22               | Fecha 22             | Fecha 22    | Fecha 22 |
| Local                      | Resultado | Visitante              | Estadio              | Fecha       |          |
| -------------------------- | --------- | ---------------------- | -------------------- | ----------- | -------- |
| Argentino de Quilmes       | 2 - 5     | Defensores de Belgrano | Argentino de Quilmes | 31 de julio |          |
| Arsenal                    | 1 - 1     | Nueva Chicago          | Arsenal              | 31 de julio |          |
| San Telmo                  | 0 - 0     | All Boys               | San Telmo            | 31 de julio |          |
| El Porvenir                | 3 - 3     | Temperley              | El Porvenir          | 31 de julio |          |
| Los Andes                  | 0 - 0     | Talleres (RdE)         | Los Andes            | 31 de julio |          |
| Deportivo Italiano         | 2 - 2     | Sportivo Dock Sud      | Ferro Carril Oeste   | 31 de julio |          |
| Almagro                    | 0 - 1     | Villa Dálmine          | Almagro              | 31 de julio |          |
| Deportivo Morón            | 2 - 0     | Unión                  | Deportivo Morón      | 31 de julio |          |
| Excursionistas             | 1 - 2     | Quilmes                | Excursionistas       | 31 de julio |          |
| Tigre                      | 0 - 0     | Sarmiento              | Tigre                | 31 de julio |          |
| Colón                      | 3 - 2     | Deportivo Español      | Colón                | 1 de agosto |          |
| Libre: Central Córdoba (R) |           |                        |                      |             |          |

| Fecha 23               | Fecha 23  | Fecha 23             | Fecha 23               | Fecha 23    | Fecha 23 |
| Local                  | Resultado | Visitante            | Estadio                | Fecha       |          |
| ---------------------- | --------- | -------------------- | ---------------------- | ----------- | -------- |
| Quilmes                | 1 - 1     | Deportivo Morón      | Quilmes                | 7 de agosto |          |
| Villa Dálmine          | 1 - 2     | Deportivo Italiano   | Villa Dálmine          | 7 de agosto |          |
| Sportivo Dock Sud      | 1 - 1     | Los Andes            | Sportivo Dock Sud      | 7 de agosto |          |
| Talleres (RdE)         | 0 - 0     | El Porvenir          | Talleres (RdE)         | 7 de agosto |          |
| Temperley              | 7 - 1     | San Telmo            | Temperley              | 7 de agosto |          |
| All Boys               | 3 - 1     | Arsenal              | All Boys               | 7 de agosto |          |
| Nueva Chicago          | 1 - 1     | Colón                | Nueva Chicago          | 7 de agosto |          |
| Deportivo Español      | 2 - 0     | Argentino de Quilmes | Atlanta                | 7 de agosto |          |
| Defensores de Belgrano | 1 - 0     | Central Córdoba (R)  | Defensores de Belgrano | 7 de agosto |          |
| Sarmiento              | 3 - 1     | Excursionistas       | Sarmiento              | 8 de agosto |          |
| Unión                  | 1 - 2     | Almagro              | Unión                  | 8 de agosto |          |
| Libre: Tigre           |           |                      |                        |             |          |

Segunda Rueda
| Fecha 24                      | Fecha 24  | Fecha 24             | Fecha 24          | Fecha 24     | Fecha 24 |
| Local                         | Resultado | Visitante            | Estadio           | Fecha        |          |
| ----------------------------- | --------- | -------------------- | ----------------- | ------------ | -------- |
| Deportivo Español             | 4 - 1     | Central Córdoba (R)  | Atlanta           | 14 de agosto |          |
| Nueva Chicago                 | 9 - 0     | Argentino de Quilmes | Nueva Chicago     | 14 de agosto |          |
| All Boys                      | 0 - 0     | Colón                | All Boys          | 14 de agosto |          |
| Temperley                     | 2 - 0     | Arsenal              | Temperley         | 14 de agosto |          |
| Talleres (RdE)                | 1 - 0     | San Telmo            | Talleres (RdE)    | 14 de agosto |          |
| Sportivo Dock Sud             | 1 - 1     | El Porvenir          | Sportivo Dock Sud | 14 de agosto |          |
| Villa Dálmine                 | 1 - 1     | Los Andes            | Villa Dálmine     | 14 de agosto |          |
| Quilmes                       | 2 - 2     | Almagro              | Quilmes           | 14 de agosto |          |
| Deportivo Morón               | 4 - 1     | Sarmiento            | Deportivo Morón   | 14 de agosto |          |
| Tigre                         | 5 - 2     | Excursionistas       | Tigre             | 14 de agosto |          |
| Unión                         | 2 - 0     | Deportivo Italiano   | Unión             | 15 de agosto |          |
| Libre: Defensores de Belgrano |           |                      |                   |              |          |

| Fecha 25               | Fecha 25  | Fecha 25          | Fecha 25               | Fecha 25     | Fecha 25 |
| Local                  | Resultado | Visitante         | Estadio                | Fecha        |          |
| ---------------------- | --------- | ----------------- | ---------------------- | ------------ | -------- |
| Deportivo Morón        | 0 - 0     | Tigre             | Deportivo Morón        | 21 de agosto |          |
| Almagro                | 1 - 2     | Sarmiento         | Almagro                | 21 de agosto |          |
| Deportivo Italiano     | 0 - 1     | Quilmes           | Ferro Carril Oeste     | 21 de agosto |          |
| Los Andes              | 2 - 0     | Unión             | Los Andes              | 21 de agosto |          |
| El Porvenir            | 0 - 0     | Villa Dálmine     | El Porvenir            | 21 de agosto |          |
| San Telmo              | 0 - 2     | Sportivo Dock Sud | San Telmo              | 21 de agosto |          |
| Arsenal                | 0 - 0     | Talleres (RdE)    | Arsenal                | 21 de agosto |          |
| Argentino de Quilmes   | 0 - 1     | All Boys          | Argentino de Quilmes   | 21 de agosto |          |
| Central Córdoba (R)    | 0 - 3     | Nueva Chicago     | Central Córdoba (R)    | 21 de agosto |          |
| Defensores de Belgrano | 1 - 0     | Deportivo Español | Defensores de Belgrano | 21 de agosto |          |
| Colón                  | 2 - 1     | Temperley         | Colón                  | 22 de agosto |          |
| Libre: Excursionistas  |           |                   |                        |              |          |

| Fecha 26                 | Fecha 26  | Fecha 26               | Fecha 26          | Fecha 26     | Fecha 26 |
| Local                    | Resultado | Visitante              | Estadio           | Fecha        |          |
| ------------------------ | --------- | ---------------------- | ----------------- | ------------ | -------- |
| Nueva Chicago            | 2 - 0     | Defensores de Belgrano | Nueva Chicago     | 28 de agosto |          |
| All Boys                 | 1 - 1     | Central Córdoba (R)    | All Boys          | 28 de agosto |          |
| Temperley                | 1 - 1     | Argentino de Quilmes   | Temperley         | 28 de agosto |          |
| Talleres (RdE)           | 0 - 0     | Colón                  | Talleres (RdE)    | 28 de agosto |          |
| Sportivo Dock Sud        | 1 - 0     | Arsenal                | Sportivo Dock Sud | 28 de agosto |          |
| Villa Dálmine            | 3 - 0     | San Telmo              | Villa Dálmine     | 28 de agosto |          |
| Quilmes                  | 2 - 1     | Los Andes              | Quilmes           | 28 de agosto |          |
| Tigre                    | 0 - 1     | Almagro                | Tigre             | 28 de agosto |          |
| Excursionistas           | 0 - 2     | Deportivo Morón        | Excursionistas    | 28 de agosto |          |
| Unión                    | 1 - 0     | El Porvenir            | Unión             | 29 de agosto |          |
| Sarmiento                | 3 - 1     | Deportivo Italiano     | Sarmiento         | 29 de agosto |          |
| Libre: Deportivo Español |           |                        |                   |              |          |

| Fecha 27               | Fecha 27  | Fecha 27          | Fecha 27               | Fecha 27        | Fecha 27 |
| Local                  | Resultado | Visitante         | Estadio                | Fecha           |          |
| ---------------------- | --------- | ----------------- | ---------------------- | --------------- | -------- |
| Almagro                | 2 - 1     | Excursionistas    | Almagro                | 4 de septiembre |          |
| Deportivo Italiano     | 2 - 2     | Tigre             | Ferro Carril Oeste     | 4 de septiembre |          |
| Los Andes              | 1 - 2     | Sarmiento         | Los Andes              | 4 de septiembre |          |
| El Porvenir            | 0 - 0     | Quilmes           | El Porvenir            | 4 de septiembre |          |
| San Telmo              | 2 - 1     | Unión             | San Telmo              | 4 de septiembre |          |
| Arsenal                | 3 - 1     | Villa Dálmine     | Arsenal                | 4 de septiembre |          |
| Argentino de Quilmes   | 2 - 4     | Talleres (RdE)    | Argentino de Quilmes   | 4 de septiembre |          |
| Central Córdoba (R)    | 1 - 1     | Temperley         | Central Córdoba (R)    | 4 de septiembre |          |
| Defensores de Belgrano | 3 - 2     | All Boys          | Defensores de Belgrano | 4 de septiembre |          |
| Deportivo Español      | 0 - 0     | Nueva Chicago     | Atlanta                | 4 de septiembre |          |
| Colón                  | 1 - 1     | Sportivo Dock Sud | Colón                  | 5 de septiembre |          |
| Libre: Deportivo Morón |           |                   |                        |                 |          |

| Fecha 28             | Fecha 28  | Fecha 28               | Fecha 28          | Fecha 28         | Fecha 28 |
| Local                | Resultado | Visitante              | Estadio           | Fecha            |          |
| -------------------- | --------- | ---------------------- | ----------------- | ---------------- | -------- |
| All Boys             | 0 - 1     | Deportivo Español      | All Boys          | 11 de septiembre |          |
| Temperley            | 3 - 0     | Defensores de Belgrano | Temperley         | 11 de septiembre |          |
| Talleres (RdE)       | 2 - 3     | Central Córdoba (R)    | Talleres (RdE)    | 11 de septiembre |          |
| Sportivo Dock Sud    | 1 - 0     | Argentino de Quilmes   | Sportivo Dock Sud | 11 de septiembre |          |
| Villa Dálmine        | 2 - 2     | Colón                  | Villa Dálmine     | 11 de septiembre |          |
| Quilmes              | 0 - 0     | San Telmo              | Quilmes           | 11 de septiembre |          |
| Tigre                | 2 - 0     | Los Andes              | Tigre             | 11 de septiembre |          |
| Excursionistas       | 1 - 1     | Deportivo Italiano     | Excursionistas    | 11 de septiembre |          |
| Deportivo Morón      | 1 - 2     | Almagro                | Deportivo Morón   | 11 de septiembre |          |
| Unión                | 0 - 1     | Arsenal                | Unión             | 12 de septiembre |          |
| Sarmiento            | 0 - 1     | El Porvenir            | Sarmiento         | 12 de septiembre |          |
| Libre: Nueva Chicago |           |                        |                   |                  |          |

| Fecha 29               | Fecha 29  | Fecha 29          | Fecha 29               | Fecha 29         | Fecha 29 |
| Local                  | Resultado | Visitante         | Estadio                | Fecha            |          |
| ---------------------- | --------- | ----------------- | ---------------------- | ---------------- | -------- |
| Deportivo Italiano     | 1 - 2     | Deportivo Morón   | Ferro Carril Oeste     | 18 de septiembre |          |
| Los Andes              | 3 - 1     | Excursionistas    | Los Andes              | 18 de septiembre |          |
| San Telmo              | 7 - 1     | Sarmiento         | San Telmo              | 18 de septiembre |          |
| Arsenal                | 0 - 1     | Quilmes           | Arsenal                | 18 de septiembre |          |
| Argentino de Quilmes   | 3 - 3     | Villa Dálmine     | Argentino de Quilmes   | 18 de septiembre |          |
| Central Córdoba (R)    | 1 - 3     | Sportivo Dock Sud | Central Córdoba (R)    | 18 de septiembre |          |
| Deportivo Español      | 1 - 5     | Temperley         | Atlanta                | 18 de septiembre |          |
| Colón                  | 0 - 0     | Unión             | Colón                  | 19 de septiembre |          |
| El Porvenir            | 2 - 1     | Tigre             | El Porvenir            | 21 de septiembre |          |
| Defensores de Belgrano | 2 - 1     | Talleres (RdE)    | Defensores de Belgrano | 21 de septiembre |          |
| Nueva Chicago          | 0 - 1     | All Boys          | Nueva Chicago          | 21 de septiembre |          |
| Libre: Almagro         |           |                   |                        |                  |          |

| Fecha 30          | Fecha 30  | Fecha 30               | Fecha 30          | Fecha 30         | Fecha 30 |
| Local             | Resultado | Visitante              | Estadio           | Fecha            |          |
| ----------------- | --------- | ---------------------- | ----------------- | ---------------- | -------- |
| Temperley         | 2 - 1     | Nueva Chicago          | Temperley         | 25 de septiembre |          |
| Talleres (RdE)    | 2 - 3     | Deportivo Español      | Talleres (RdE)    | 25 de septiembre |          |
| Sportivo Dock Sud | 0 - 0     | Defensores de Belgrano | Sportivo Dock Sud | 25 de septiembre |          |
| Villa Dálmine     | 5 - 1     | Central Córdoba (R)    | Villa Dálmine     | 25 de septiembre |          |
| Quilmes           | 2 - 1     | Colón                  | Quilmes           | 25 de septiembre |          |
| Tigre             | 0 - 2     | San Telmo              | Tigre             | 25 de septiembre |          |
| Excursionistas    | 0 - 1     | El Porvenir            | Excursionistas    | 25 de septiembre |          |
| Deportivo Morón   | 0 - 0     | Los Andes              | Deportivo Morón   | 25 de septiembre |          |
| Almagro           | 1 - 0     | Deportivo Italiano     | Almagro           | 25 de septiembre |          |
| Unión             | 1 - 0     | Argentino de Quilmes   | Unión             | 26 de septiembre |          |
| Sarmiento         | 1 - 3     | Arsenal                | Sarmiento         | 26 de septiembre |          |
| Libre: All Boys   |           |                        |                   |                  |          |

| Fecha 31                  | Fecha 31  | Fecha 31          | Fecha 31               | Fecha 31     | Fecha 31 |
| Local                     | Resultado | Visitante         | Estadio                | Fecha        |          |
| ------------------------- | --------- | ----------------- | ---------------------- | ------------ | -------- |
| Los Andes                 | 2 - 1     | Almagro           | Los Andes              | 2 de octubre |          |
| El Porvenir               | 0 - 0     | Deportivo Morón   | El Porvenir            | 2 de octubre |          |
| San Telmo                 | 3 - 0     | Excursionistas    | San Telmo              | 2 de octubre |          |
| Arsenal                   | 4 - 0     | Tigre             | Arsenal                | 2 de octubre |          |
| Argentino de Quilmes      | 0 - 1     | Quilmes           | Argentino de Quilmes   | 2 de octubre |          |
| Central Córdoba (R)       | 2 - 1     | Unión             | Central Córdoba (R)    | 2 de octubre |          |
| Defensores de Belgrano    | 1 - 1     | Villa Dálmine     | Defensores de Belgrano | 2 de octubre |          |
| Deportivo Español         | 2 - 2     | Sportivo Dock Sud | Atlanta                | 2 de octubre |          |
| Nueva Chicago             | 2 - 2     | Talleres (RdE)    | Nueva Chicago          | 2 de octubre |          |
| All Boys                  | 1 - 1     | Temperley         | All Boys               | 2 de octubre |          |
| Colón                     | 0 - 2     | Sarmiento         | Colón                  | 3 de octubre |          |
| Libre: Deportivo Italiano |           |                   |                        |              |          |

| Fecha 32           | Fecha 32  | Fecha 32               | Fecha 32           | Fecha 32     | Fecha 32 |
| Local              | Resultado | Visitante              | Estadio            | Fecha        |          |
| ------------------ | --------- | ---------------------- | ------------------ | ------------ | -------- |
| Talleres (RdE)     | 2 - 2     | All Boys               | Talleres (RdE)     | 9 de octubre |          |
| Sportivo Dock Sud  | 0 - 1     | Nueva Chicago          | Sportivo Dock Sud  | 9 de octubre |          |
| Villa Dálmine      | 1 - 1     | Deportivo Español      | Villa Dálmine      | 9 de octubre |          |
| Unión              | 2 - 1     | Defensores de Belgrano | Unión              | 9 de octubre |          |
| Quilmes            | 2 - 0     | Central Córdoba (R)    | Quilmes            | 9 de octubre |          |
| Sarmiento          | 1 - 0     | Argentino de Quilmes   | Sarmiento          | 9 de octubre |          |
| Tigre              | 2 - 1     | Colón                  | Tigre              | 9 de octubre |          |
| Excursionistas     | 1 - 2     | Arsenal                | Excursionistas     | 9 de octubre |          |
| Deportivo Morón    | 3 - 1     | San Telmo              | Deportivo Morón    | 9 de octubre |          |
| Almagro            | 3 - 2     | El Porvenir            | Almagro            | 9 de octubre |          |
| Deportivo Italiano | 1 - 0     | Los Andes              | Ferro Carril Oeste | 9 de octubre |          |
| Libre: Temperley   |           |                        |                    |              |          |

| Fecha 33               | Fecha 33  | Fecha 33           | Fecha 33               | Fecha 33      | Fecha 33 |
| Local                  | Resultado | Visitante          | Estadio                | Fecha         |          |
| ---------------------- | --------- | ------------------ | ---------------------- | ------------- | -------- |
| El Porvenir            | 1 - 0     | Deportivo Italiano | El Porvenir            | 12 de octubre |          |
| San Telmo              | 1 - 0     | Almagro            | San Telmo              | 12 de octubre |          |
| Arsenal                | 2 - 0     | Deportivo Morón    | Arsenal                | 12 de octubre |          |
| Colón                  | 2 - 0     | Excursionistas     | Colón                  | 12 de octubre |          |
| Argentino de Quilmes   | 0 - 4     | Tigre              | Argentino de Quilmes   | 12 de octubre |          |
| Central Córdoba (R)    | 2 - 1     | Sarmiento          | Central Córdoba (R)    | 12 de octubre |          |
| Defensores de Belgrano | 2 - 2     | Quilmes            | Defensores de Belgrano | 12 de octubre |          |
| Deportivo Español      | 3 - 2     | Unión              | Atlanta                | 12 de octubre |          |
| Nueva Chicago          | 2 - 1     | Villa Dálmine      | Nueva Chicago          | 12 de octubre |          |
| All Boys               | 1 - 0     | Sportivo Dock Sud  | All Boys               | 12 de octubre |          |
| Temperley              | 4 - 3     | Talleres (RdE)     | Temperley              | 12 de octubre |          |
| Libre: Los Andes       |           |                    |                        |               |          |

| Fecha 34              | Fecha 34  | Fecha 34               | Fecha 34           | Fecha 34       | Fecha 34 |
| Local                 | Resultado | Visitante              | Estadio            | Fecha          |          |
| --------------------- | --------- | ---------------------- | ------------------ | -------------- | -------- |
| Sportivo Dock Sud     | 0 - 1     | Temperley              | Sportivo Dock Sud  | 16 de octubre  |          |
| Villa Dálmine         | 0 - 1     | All Boys               | Villa Dálmine      | 16 de octubre  |          |
| Quilmes               | 3 - 0     | Deportivo Español      | Quilmes            | 16 de octubre  |          |
| Sarmiento             | 0 - 0     | Defensores de Belgrano | Sarmiento          | 16 de octubre  |          |
| Tigre                 | 0 - 1     | Central Córdoba (R)    | Tigre              | 16 de octubre  |          |
| Excursionistas        | 2 - 0     | Argentino de Quilmes   | Excursionistas     | 16 de octubre  |          |
| Deportivo Morón       | 1 - 1     | Colón                  | Deportivo Morón    | 16 de octubre  |          |
| Almagro               | 6 - 2     | Arsenal                | Almagro            | 16 de octubre  |          |
| Deportivo Italiano    | 1 - 2     | San Telmo              | Ferro Carril Oeste | 16 de octubre  |          |
| Los Andes             | 2 - 1     | El Porvenir            | Los Andes          | 16 de octubre  |          |
| Unión                 | 1 - 1     | Nueva Chicago          | Unión              | 1 de noviembre |          |
| Libre: Talleres (RdE) |           |                        |                    |                |          |

| Fecha 35               | Fecha 35  | Fecha 35           | Fecha 35               | Fecha 35      | Fecha 35 |
| Local                  | Resultado | Visitante          | Estadio                | Fecha         |          |
| ---------------------- | --------- | ------------------ | ---------------------- | ------------- | -------- |
| San Telmo              | 1 - 2     | Los Andes          | San Telmo              | 23 de octubre |          |
| Arsenal                | 2 - 1     | Deportivo Italiano | Arsenal                | 23 de octubre |          |
| Argentino de Quilmes   | 2 - 2     | Deportivo Morón    | Argentino de Quilmes   | 23 de octubre |          |
| Central Córdoba (R)    | 3 - 0     | Excursionistas     | Central Córdoba (R)    | 23 de octubre |          |
| Defensores de Belgrano | 2 - 1     | Tigre              | Defensores de Belgrano | 23 de octubre |          |
| Deportivo Español      | 2 - 4     | Sarmiento          | Atlanta                | 23 de octubre |          |
| Nueva Chicago          | 2 - 2     | Quilmes            | Nueva Chicago          | 23 de octubre |          |
| All Boys               | 2 - 1     | Unión              | All Boys               | 23 de octubre |          |
| Temperley              | 7 - 3     | Villa Dálmine      | Temperley              | 23 de octubre |          |
| Talleres (RdE)         | 4 - 1     | Sportivo Dock Sud  | Talleres (RdE)         | 23 de octubre |          |
| Colón                  | 2 - 1     | Almagro            | Colón                  | 24 de octubre |          |
| Libre: El Porvenir     |           |                    |                        |               |          |

| Fecha 36                 | Fecha 36  | Fecha 36               | Fecha 36           | Fecha 36      | Fecha 36 |
| Local                    | Resultado | Visitante              | Estadio            | Fecha         |          |
| ------------------------ | --------- | ---------------------- | ------------------ | ------------- | -------- |
| Unión                    | 0 - 0     | Temperley              | Unión              | 26 de octubre |          |
| Villa Dálmine            | 1 - 1     | Talleres (RdE)         | Arsenal            | 27 de octubre |          |
| Quilmes                  | 1 - 0     | All Boys               | Quilmes            | 27 de octubre |          |
| Sarmiento                | 2 - 0     | Nueva Chicago          | Sarmiento          | 27 de octubre |          |
| Tigre                    | 1 - 2     | Deportivo Español      | Tigre              | 27 de octubre |          |
| Excursionistas           | 2 - 2     | Defensores de Belgrano | Excursionistas     | 27 de octubre |          |
| Deportivo Morón          | 5 - 0     | Central Córdoba (R)    | Deportivo Morón    | 27 de octubre |          |
| Almagro                  | 5 - 0     | Argentino de Quilmes   | Almagro            | 27 de octubre |          |
| Deportivo Italiano       | 0 - 3     | Colón                  | Ferro Carril Oeste | 27 de octubre |          |
| Los Andes                | 1 - 1     | Arsenal                | Los Andes          | 27 de octubre |          |
| El Porvenir              | 1 - 3     | San Telmo              | El Porvenir        | 27 de octubre |          |
| Libre: Sportivo Dock Sud |           |                        |                    |               |          |

| Fecha 37               | Fecha 37  | Fecha 37           | Fecha 37               | Fecha 37      | Fecha 37 |
| Local                  | Resultado | Visitante          | Estadio                | Fecha         |          |
| ---------------------- | --------- | ------------------ | ---------------------- | ------------- | -------- |
| Arsenal                | 3 - 0     | El Porvenir        | Arsenal                | 30 de octubre |          |
| Argentino de Quilmes   | 1 - 1     | Deportivo Italiano | Argentino de Quilmes   | 30 de octubre |          |
| Central Córdoba (R)    | 4 - 0     | Almagro            | Central Córdoba (R)    | 30 de octubre |          |
| Defensores de Belgrano | 2 - 2     | Deportivo Morón    | Defensores de Belgrano | 30 de octubre |          |
| Deportivo Español      | 4 - 0     | Excursionistas     | Atlanta                | 30 de octubre |          |
| Nueva Chicago          | 2 - 1     | Tigre              | Nueva Chicago          | 30 de octubre |          |
| All Boys               | 3 - 0     | Sarmiento          | All Boys               | 30 de octubre |          |
| Temperley              | 1 - 1     | Quilmes            | Temperley              | 30 de octubre |          |
| Talleres (RdE)         | 0 - 2     | Unión              | Talleres (RdE)         | 30 de octubre |          |
| Sportivo Dock Sud      | 1 - 1     | Villa Dálmine      | Sportivo Dock Sud      | 30 de octubre |          |
| Colón                  | 1 - 0     | Los Andes          | Colón                  | 31 de octubre |          |
| Libre: San Telmo       |           |                    |                        |               |          |

| Fecha 38             | Fecha 38  | Fecha 38               | Fecha 38           | Fecha 38       | Fecha 38 |
| Local                | Resultado | Visitante              | Estadio            | Fecha          |          |
| -------------------- | --------- | ---------------------- | ------------------ | -------------- | -------- |
| Unión                | 0 - 0     | Sportivo Dock Sud      | Unión              | 6 de noviembre |          |
| Quilmes              | 1 - 1     | Talleres (RdE)         | Quilmes            | 6 de noviembre |          |
| Sarmiento            | 0 - 0     | Temperley              | Sarmiento          | 6 de noviembre |          |
| Tigre                | 0 - 0     | All Boys               | Tigre              | 6 de noviembre |          |
| Excursionistas       | 1 - 2     | Nueva Chicago          | Excursionistas     | 6 de noviembre |          |
| Deportivo Morón      | 2 - 1     | Deportivo Español      | Deportivo Morón    | 6 de noviembre |          |
| Almagro              | 0 - 2     | Defensores de Belgrano | Almagro            | 6 de noviembre |          |
| Deportivo Italiano   | 0 - 1     | Central Córdoba (R)    | Ferro Carril Oeste | 6 de noviembre |          |
| Los Andes            | 1 - 0     | Argentino de Quilmes   | Los Andes          | 6 de noviembre |          |
| El Porvenir          | 0 - 0     | Colón                  | El Porvenir        | 6 de noviembre |          |
| San Telmo            | 0 - 1     | Arsenal                | San Telmo          | 6 de noviembre |          |
| Libre: Villa Dálmine |           |                        |                    |                |          |

| Fecha 39               | Fecha 39  | Fecha 39           | Fecha 39               | Fecha 39        | Fecha 39 |
| Local                  | Resultado | Visitante          | Estadio                | Fecha           |          |
| ---------------------- | --------- | ------------------ | ---------------------- | --------------- | -------- |
| Deportivo Español      | 1 - 1     | Almagro            | Atlanta                | 9 de noviembre  |          |
| Colón                  | 2 - 1     | San Telmo          | Colón                  | 10 de noviembre |          |
| Argentino de Quilmes   | 0 - 1     | El Porvenir        | Argentino de Quilmes   | 10 de noviembre |          |
| Central Córdoba (R)    | 2 - 2     | Los Andes          | Central Córdoba (R)    | 10 de noviembre |          |
| Defensores de Belgrano | 0 - 4     | Deportivo Italiano | Defensores de Belgrano | 10 de noviembre |          |
| Nueva Chicago          | 0 - 3     | Deportivo Morón    | Nueva Chicago          | 10 de noviembre |          |
| All Boys               | 1 - 0     | Excursionistas     | All Boys               | 10 de noviembre |          |
| Temperley              | 6 - 3     | Tigre              | Temperley              | 10 de noviembre |          |
| Talleres (RdE)         | 2 - 1     | Sarmiento          | Talleres (RdE)         | 10 de noviembre |          |
| Sportivo Dock Sud      | 0 - 0     | Quilmes            | Sportivo Dock Sud      | 10 de noviembre |          |
| Villa Dálmine          | 2 - 3     | Unión              | Tigre                  | 10 de noviembre |          |
| Libre: Arsenal         |           |                    |                        |                 |          |

| Fecha 40           | Fecha 40  | Fecha 40               | Fecha 40           | Fecha 40        | Fecha 40 |
| Local              | Resultado | Visitante              | Estadio            | Fecha           |          |
| ------------------ | --------- | ---------------------- | ------------------ | --------------- | -------- |
| Quilmes            | 1 - 0     | Villa Dálmine          | Quilmes            | 13 de noviembre |          |
| Sarmiento          | 3 - 1     | Sportivo Dock Sud      | Sarmiento          | 13 de noviembre |          |
| Tigre              | 1 - 1     | Talleres (RdE)         | Tigre              | 13 de noviembre |          |
| Excursionistas     | 1 - 1     | Temperley              | Excursionistas     | 13 de noviembre |          |
| Deportivo Morón    | 0 - 0     | All Boys               | Deportivo Morón    | 13 de noviembre |          |
| Almagro            | 2 - 2     | Nueva Chicago          | Almagro            | 13 de noviembre |          |
| Deportivo Italiano | 0 - 0     | Deportivo Español      | Ferro Carril Oeste | 13 de noviembre |          |
| Los Andes          | 2 - 0     | Defensores de Belgrano | Los Andes          | 13 de noviembre |          |
| El Porvenir        | 0 - 1     | Central Córdoba (R)    | El Porvenir        | 13 de noviembre |          |
| San Telmo          | 4 - 0     | Argentino de Quilmes   | San Telmo          | 13 de noviembre |          |
| Arsenal            | 0 - 1     | Colón                  | Arsenal            | 13 de noviembre |          |
| Libre: Unión       |           |                        |                    |                 |          |

| Fecha 41               | Fecha 41  | Fecha 41           | Fecha 41               | Fecha 41        | Fecha 41 |
| Local                  | Resultado | Visitante          | Estadio                | Fecha           |          |
| ---------------------- | --------- | ------------------ | ---------------------- | --------------- | -------- |
| Argentino de Quilmes   | 1 - 2     | Arsenal            | Argentino de Quilmes   | 20 de noviembre |          |
| Central Córdoba (R)    | 1 - 1     | San Telmo          | Central Córdoba (R)    | 20 de noviembre |          |
| Defensores de Belgrano | 7 - 1     | El Porvenir        | Defensores de Belgrano | 20 de noviembre |          |
| Deportivo Español      | 0 - 2     | Los Andes          | Atlanta                | 20 de noviembre |          |
| Nueva Chicago          | 5 - 0     | Deportivo Italiano | Nueva Chicago          | 20 de noviembre |          |
| All Boys               | 0 - 3     | Almagro            | All Boys               | 20 de noviembre |          |
| Temperley              | 0 - 0     | Deportivo Morón    | Temperley              | 20 de noviembre |          |
| Talleres (RdE)         | 2 - 0     | Excursionistas     | Talleres (RdE)         | 20 de noviembre |          |
| Sportivo Dock Sud      | 0 - 1     | Tigre              | Sportivo Dock Sud      | 20 de noviembre |          |
| Villa Dálmine          | 1 - 1     | Sarmiento          | Flandria               | 20 de noviembre |          |
| Unión                  | 0 - 0     | Quilmes            | Unión                  | 20 de noviembre |          |
| Libre: Colón           |           |                    |                        |                 |          |

| Fecha 42           | Fecha 42  | Fecha 42               | Fecha 42           | Fecha 42        | Fecha 42 |
| Local              | Resultado | Visitante              | Estadio            | Fecha           |          |
| ------------------ | --------- | ---------------------- | ------------------ | --------------- | -------- |
| Sarmiento          | 3 - 0     | Unión                  | Sarmiento          | 23 de noviembre |          |
| Colón              | 0 - 0     | Argentino de Quilmes   | Colón              | 24 de noviembre |          |
| Tigre              | 2 - 4     | Villa Dálmine          | Tigre              | 27 de noviembre |          |
| Excursionistas     | 1 - 0     | Sportivo Dock Sud      | Excursionistas     | 27 de noviembre |          |
| Deportivo Morón    | 0 - 0     | Talleres (RdE)         | Deportivo Morón    | 27 de noviembre |          |
| Almagro            | 1 - 4     | Temperley              | Almagro            | 27 de noviembre |          |
| Deportivo Italiano | 2 - 1     | All Boys               | Ferro Carril Oeste | 27 de noviembre |          |
| Los Andes          | 1 - 0     | Nueva Chicago          | Los Andes          | 27 de noviembre |          |
| El Porvenir        | 2 - 0     | Deportivo Español      | El Porvenir        | 27 de noviembre |          |
| San Telmo          | 2 - 1     | Defensores de Belgrano | San Telmo          | 27 de noviembre |          |
| Arsenal            | 3 - 4     | Central Córdoba (R)    | Arsenal            | 27 de noviembre |          |
| Libre: Quilmes     |           |                        |                    |                 |          |

| Fecha 43                    | Fecha 43  | Fecha 43           | Fecha 43               | Fecha 43       | Fecha 43 |
| Local                       | Resultado | Visitante          | Estadio                | Fecha          |          |
| --------------------------- | --------- | ------------------ | ---------------------- | -------------- | -------- |
| Villa Dálmine               | 1 - 1     | Excursionistas     | Villa Dálmine          | 3 de diciembre |          |
| Unión                       | 6 - 0     | Tigre              | Unión                  | 4 de diciembre |          |
| Quilmes                     | 1 - 0     | Sarmiento          | Quilmes                | 5 de diciembre |          |
| Central Córdoba (R)         | 1 - 3     | Colón              | Central Córdoba (R)    | 5 de diciembre |          |
| Defensores de Belgrano      | 3 - 1     | Arsenal            | Defensores de Belgrano | 5 de diciembre |          |
| Nueva Chicago               | 4 - 2     | El Porvenir        | Nueva Chicago          | 5 de diciembre |          |
| All Boys                    | 4 - 0     | Los Andes          | All Boys               | 5 de diciembre |          |
| Deportivo Español           | 1 - 3     | San Telmo          | Atlanta                | 5 de diciembre |          |
| Temperley                   | 4 - 2     | Deportivo Italiano | Temperley              | 5 de diciembre |          |
| Talleres (RdE)              | 3 - 1     | Almagro            | Talleres (RdE)         | 5 de diciembre |          |
| Sportivo Dock Sud           | 0 - 1     | Deportivo Morón    | Sportivo Dock Sud      | 5 de diciembre |          |
| Libre: Argentino de Quilmes |           |                    |                        |                |          |

| Fecha 44             | Fecha 44  | Fecha 44               | Fecha 44             | Fecha 44        | Fecha 44 |
| Local                | Resultado | Visitante              | Estadio              | Fecha           |          |
| -------------------- | --------- | ---------------------- | -------------------- | --------------- | -------- |
| Tigre                | 0 - 0     | Quilmes                | Tigre                | 11 de diciembre |          |
| Excursionistas       | 0 - 0     | Unión                  | Excursionistas       | 11 de diciembre |          |
| Deportivo Morón      | 2 - 1     | Villa Dálmine          | Deportivo Morón      | 11 de diciembre |          |
| Almagro              | 4 - 2     | Sportivo Dock Sud      | Almagro              | 11 de diciembre |          |
| Deportivo Italiano   | 0 - 2     | Talleres (RdE)         | Ferro Carril Oeste   | 11 de diciembre |          |
| Los Andes            | 2 - 2     | Temperley              | Los Andes            | 11 de diciembre |          |
| El Porvenir          | 0 - 1     | All Boys               | El Porvenir          | 11 de diciembre |          |
| San Telmo            | 1 - 1     | Nueva Chicago          | San Telmo            | 11 de diciembre |          |
| Arsenal              | 2 - 2     | Deportivo Español      | Arsenal              | 11 de diciembre |          |
| Colón                | 3 - 1     | Defensores de Belgrano | Colón                | 11 de diciembre |          |
| Argentino de Quilmes | 2 - 2     | Central Córdoba (R)    | Argentino de Quilmes | 11 de diciembre |          |
| Libre: Sarmiento     |           |                        |                      |                 |          |

| Fecha 45                   | Fecha 45  | Fecha 45             | Fecha 45               | Fecha 45        | Fecha 45 |
| Local                      | Resultado | Visitante            | Estadio                | Fecha           |          |
| -------------------------- | --------- | -------------------- | ---------------------- | --------------- | -------- |
| Defensores de Belgrano     | 4 - 0     | Argentino de Quilmes | Defensores de Belgrano | 14 de diciembre |          |
| Deportivo Español          | 0 - 1     | Colón                | Atlanta                | 14 de diciembre |          |
| Nueva Chicago              | 1 - 2     | Arsenal              | Nueva Chicago          | 14 de diciembre |          |
| All Boys                   | 3 - 1     | San Telmo            | All Boys               | 14 de diciembre |          |
| Temperley                  | 4 - 0     | El Porvenir          | Temperley              | 14 de diciembre |          |
| Talleres (RdE)             | 2 - 2     | Los Andes            | Talleres (RdE)         | 14 de diciembre |          |
| Sportivo Dock Sud          | 3 - 2     | Deportivo Italiano   | Sportivo Dock Sud      | 14 de diciembre |          |
| Unión                      | 3 - 1     | Deportivo Morón      | Unión                  | 14 de diciembre |          |
| Quilmes                    | 2 - 0     | Excursionistas       | Quilmes                | 14 de diciembre |          |
| Sarmiento                  | 3 - 0     | Tigre                | Sarmiento              | 14 de diciembre |          |
| Villa Dálmine              | 1 - 1     | Almagro              | Villa Dálmine          | 15 de diciembre |          |
| Libre: Central Córdoba (R) |           |                      |                        |                 |          |

| Fecha 46             | Fecha 46  | Fecha 46               | Fecha 46             | Fecha 46        | Fecha 46 |
| Local                | Resultado | Visitante              | Estadio              | Fecha           |          |
| -------------------- | --------- | ---------------------- | -------------------- | --------------- | -------- |
| Central Córdoba (R)  | 2 - 3     | Defensores de Belgrano | Central Córdoba (R)  | 17 de diciembre |          |
| Excursionistas       | 1 - 2     | Sarmiento              | Excursionistas       | 18 de diciembre |          |
| Deportivo Morón      | 3 - 1     | Quilmes                | Deportivo Morón      | 18 de diciembre |          |
| Almagro              | 3 - 2     | Unión                  | Almagro              | 18 de diciembre |          |
| Deportivo Italiano   | 3 - 3     | Villa Dálmine          | Ferro Carril Oeste   | 18 de diciembre |          |
| Los Andes            | 2 - 1     | Sportivo Dock Sud      | Los Andes            | 18 de diciembre |          |
| El Porvenir          | 2 - 1     | Talleres (RdE)         | El Porvenir          | 18 de diciembre |          |
| San Telmo            | 3 - 2     | Temperley              | San Telmo            | 18 de diciembre |          |
| Arsenal              | 1 - 0     | All Boys               | Arsenal              | 18 de diciembre |          |
| Colón                | 2 - 1     | Nueva Chicago          | Colón                | 18 de diciembre |          |
| Argentino de Quilmes | 0 - 5     | Deportivo Español      | Argentino de Quilmes | 18 de diciembre |          |
| Libre: Tigre         |           |                        |                      |                 |          |

| 1. 2. 3. |

## Goleadores
| Jugador            | Equipo              | Goles |
| ------------------ | ------------------- | ----- |
| Jorge Peréz        | Nueva Chicago       | 35    |
| Aníbal Tarabini    | Temperley           | 26    |
| Reynaldo Aimonetti | Villa Dálmine       | 24    |
| Osvaldo Sosa       | Almagro             | 24    |
| Alberto D'Errico   | Talleres (RdE)      | 23    |
| Oscar López        | Los Andes           | 22    |
| Geronimo Buggione  | Central Córdoba (R) | 22    |
| Alejo Medina       | Colón               | 21    |
| Luis Medina        | All Boys            | 21    |